# 关于县以下农村文化大革命的规定
《关于县以下农村文化大革命的规定》，是中国共产党中央委员会于1966年9月14日发出的文件。规定共有5条。周恩来等人试图对农村的动乱加以限制。但在12月15日，中共中央发布《中共中央关于农村无产阶级文化大革命的指示》（草案），又将文化大革命推广到农村。